# Omułek śródziemnomorski
Omułek śródziemnomorski (Mytilus galloprovincialis) – gatunek mięczaka z rodziny omułkowatych. Pierwotnie występował w basenie Morza Śródziemnego i na terenie wschodniego Oceanu Atlantyckiego. Został introdukowany u wybrzeży każdego kontynentu z wyjątkiem Antarktydy. Omułki śródziemnomorskie są hodowane dla wykorzystania w przemyśle spożywczym.

## Taksonomia
Po raz pierwszy gatunek opisał Jean-Baptiste de Lamarck w 1819 na podstawie holotypu z Morza Śródziemnego nieopodal Martigues w Prowansji. Nadał mu nazwę Mytilus galloprovincialis. Opisywano kilkanaście podgatunków lub odmian omułków śródziemnomorskich, wszystkie zsynonimizowano z M. galloprovincialis. Omułki śródziemnomorskie mogą krzyżować się z omułkami jadalnymi (M. edulis); współwystępują u wybrzeży Anglii, Francji i Hiszpanii, gdzie hybrydyzacja może dotyczyć 25–80% osobników. U wybrzeży Kalifornii stwierdzano mieszańce omułka śródziemnomorskiego i bałtyckiego (M. trossulus) – częstość ich występowania wahała się między 7,5 a 29%. 
Znany jest kariotyp M. galloprovincialis; 2n=28. Omułki jadalne i śródziemnomorskie są do siebie bardzo zbliżone. Najprawdopodobniej ich linie rozwojowe rozdzieliły się 2 mln lat temu. Ich kariotypy wykazują wysoki stopień podobieństwa, natomiast rozmieszczenie genów kodujących histony na chromosomie oraz klastrów genów rDNA okazało się być identyczne u omułków obydwu gatunków. Brak problemów z kojarzeniem się tych mięczaków może skutkować wysokim poziomem introgresji w strefach mieszańcowych.

## Morfologia
Muszla omułka śródziemnomorskiego ma długość 5–12 cm (przeważnie około 5 cm, zaś według de Lamarcka – 7 cm). Jej powierzchnia jest gładka. Wszystkie omułki mają charakterystyczne muszle o barwie od czarnej po ciemnobrązową (niekiedy jasnobrązową), z niebieskim lub purpurowym nalotem. Mimo że omułek śródziemnomorski ma charakterystyczny kształt muszli, odróżnić go od innych omułków można jedynie używając kombinacji cech, na przykład stosunku długości muszli do jej wysokości. Ciało tych małży jest u osobników męskich kremowe, u samic – różowe.

## Zasięg występowania
Pierwotnie omułek śródziemnomorski występował w basenie Morza Śródziemnego i na terenie wschodniego Oceanu Atlantyckiego (od Irlandii i Wielkiej Brytanii po północną Afrykę). Prawdopodobnie na Ocean Atlantycki dostał się naturalnie. Wprowadzony został na wybrzeża Ameryki Północnej, Japonii, Hongkong, Południowej Afryki, Chile i Australii. Ze względu na zróżnicowanie morfologiczne i zdolność krzyżowania się z innymi gatunkami omułków skutkujące utrudnionym rozpoznawaniem niełatwo jest określić dokładnie zasięg występowania M. galloprovincialis. Do Południowej Afryki wprowadzone zostały przypadkowo, najprawdopodobniej na statkach, w 1979.

## Ekologia i rozród
Omułki śródziemnomorskie występują od strefy pływów do około 40 m głębokości. Zasiedlają wybrzeża, osłonięte porty i estuaria. Tworzą duże skupiska, które w najgęściej zasiedlonych przez nie miejscach mogą liczyć średnio 24 tys. małży na m². W warunkach laboratoryjnych okazały się bardzo wrażliwe na znaczące zwiększenie temperatury wody (+3°C), ale nie jej kwasowości (-0,3pH). Omułki śródziemnomorskie są pożywieniem dla innych zwierząt – krabów Charybdis japonica, zwójek, rozgwiazd (w tym czerwonych, Asterias rubens), a w Południowej Afryce – ostrygojadów afrykańskich (Haematopus moquini). Same mają negatywny wpływ na rodzimą faunę, gdyż z tworzonych przez nie gęstych, jednogatunkowych skupisk są wypierane mniejsze zwierzęta. Omułki wypuszczają larwy od marca do października; dokładna pora zależy od szerokości geograficznej. W przeciągu niecałych 3 dób stają się zbyt ciężkie, by unosić się na wodzie i z pomocą bisiora przytwierdzają się do podłoża.

## Znaczenie gospodarcze

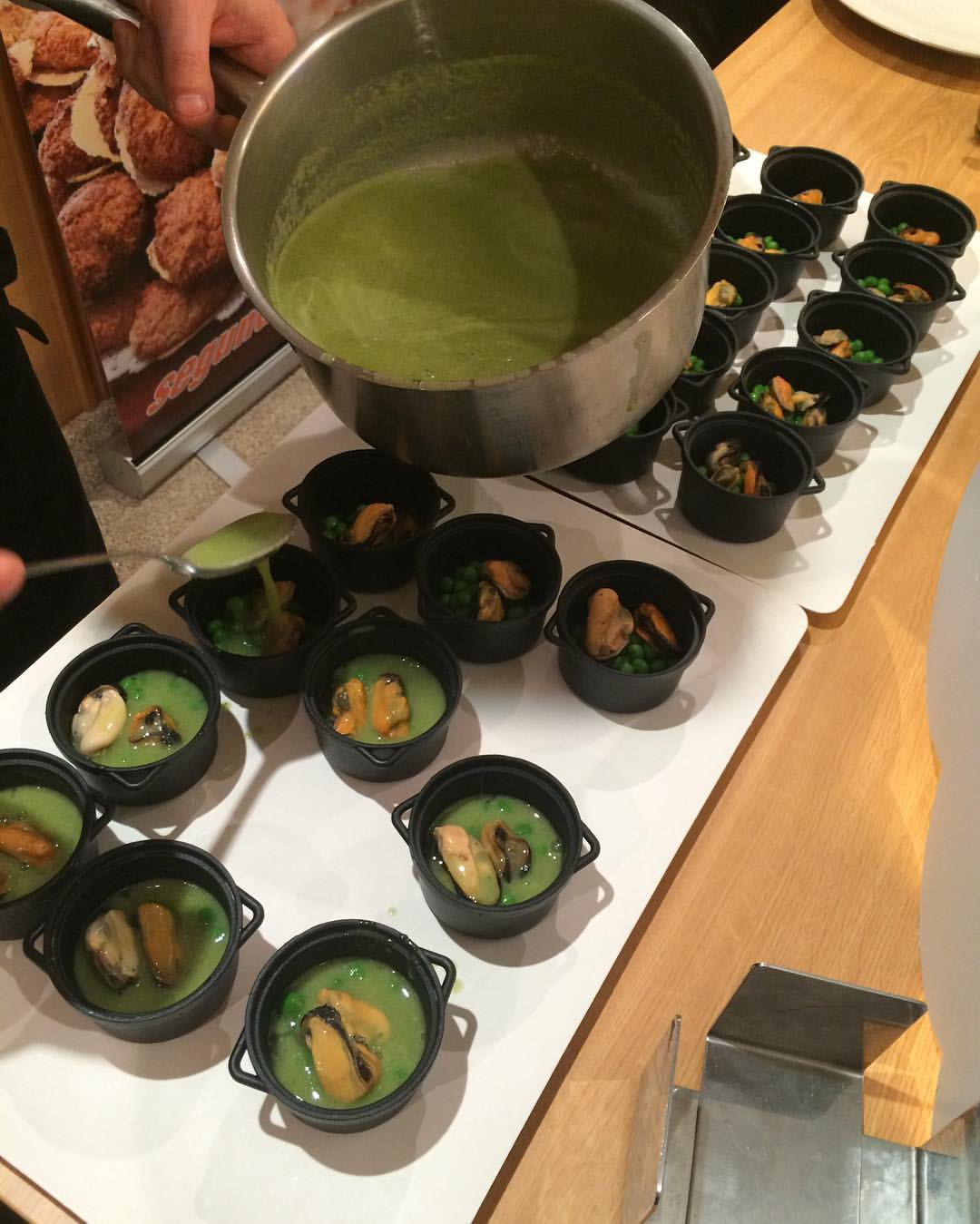
Galicyjska potrawa z omułkami śródziemnomorskimi

W Bajondillo Cave (Torremolinos, Hiszpania) odnaleziono dowody na spożywanie omułków śródziemnomorskich przez neandertalczyków 150 tys. lat temu. Część muszli nosiła ślady przypalenia ogniem. W 2007 głównymi producentami omułka śródziemnomorskiego w Unii Europejskiej była Hiszpania i Włochy. W 2006 największym światowym producentem były Chiny, skąd jednak uzyskano niewiele danych; wiadomo że kilka lat wcześniej, w 2002, produkcja wyniosła 663 tys. ton. W 2016 w Chinach wyprodukowano około 700 tys. ton omułków śródziemnomorskich, w Hiszpanii – 200 tys. W lipcu 2017 cena eksportowa z Holandii do Francji wynosiła 2 euro/kg (lub 2,29 dolara/kg; technika hodowli na sznurach). Na wybrzeżach Europy stosuje się cztery metody hodowli omułków: na płaskim podłożu lub metodą rozproszoną, na palikach, na sznurach i na stołach. Hodowane są około roku, aż do zbiorów. W Hiszpanii, Francji i we Włoszech omułki śródziemnomorskie objęte są chronioną nazwą pochodzenia oraz, we Francji, oznaczeniem Gwarantowana tradycyjna specjalność. Prócz zastosowania kulinarnego w formie surowej, mrożonej, puszkowanej lub przetworzonej omułki śródziemnomorskie służą również jako model zwierzęcy w badaniach.
Wartość energetyczna dla omułków śródziemnomorskich z bułgarskiego wybrzeża Morza Czarnego wyniosła 94,6–102,2 kcal/100 g, zaś zawartość białka – 16,8-17,4%. Stosunek kwasów tłuszczowych omega-3 do kwasów tłuszczowych omega-6 wynosił od 1,6 do 1,9, czyli był korzystny według obowiązujących norm. 
Podobnie jak omułki jadalne (M. edulis), omułki śródziemnomorskie mogą chorować na marteiliozę wywołaną przez Marteilia refringens (organizmy należące do Paramyxida w obrębie Cercozoa). Prowadzi ona do osłabienia kondycji omułka i spowolnienia gametogenezy. W Polsce jest to choroba podlegająca obowiązkowi zwalczania.